# Cercle de la Forêt-Noire
 (février 2018).
Si vous disposez d'ouvrages ou d'articles de référence ou si vous connaissez des sites web de qualité traitant du thème abordé ici, merci de compléter l'article en donnant les références utiles à sa vérifiabilité et en les liant à la section « Notes et références ».
Le cercle de la Forêt-Noire, en allemand Schwarzwaldkreis, est une ancienne entité administrative allemande. Il était l'un des quatre comtés du Wurtemberg, formé en 1818 et dissous en 1924. Les autres étant les cercles du Danube, de la Jagst et du Neckar.
Le chef-lieu du district était Reutlingen, qui appartient aujourd'hui au district administratif de Tübingen. Le district de la Forêt-Noire peut être comparé fonctionnellement à un district administratif actuel. Son territoire correspond actuellement au quatre districts administratifs suivants : Fribourg, Karlsruhe, Stuttgart et Tübingen.